# Rhododendron baileyi
Rhododendron baileyi är en ljungväxtart som beskrevs av I. B. Balf. Rhododendron baileyi ingår i släktet rododendron, och familjen ljungväxter. Inga underarter finns listade i Catalogue of Life.